# Galeria Sztuki Współczesnej we Włocławku
Galeria Sztuki Współczesnej we Włocławku – instytucja kultury we Włocławku. Galeria mieści się przy ul. Miedzianej 2/4, w dzielnicy Śródmieście we Włocławku. Zajmuje się prezentacją i promocją współczesnej twórczości plastycznej i fotograficznej, edukacją kulturalną oraz upowszechnianiem sztuk wizualnych w kraju i za granicą.

## Historia
Powstała w czerwcu 1976 roku na mocy Zarządzenia Wojewody Włocławskiego, początkowo jako Biuro Wystaw Artystycznych Salon Sztuki Współczesnej. Siedziba Biura mieściła się wówczas przy ul. Kościuszki 2 (w świetlicy Zakładów Mechanicznych URSUS). Pierwszą wystawę otwarto w lipcu 1977 roku. Docelowo wystawy miały być organizowane w Pałacu Mühsama, który sąsiadował ze świetlicą, jednak zamierzenia te nie zostały zrealizowane.
W 1990 roku oddano do użytku nowy lokal przy ulicy Miedzianej 2/4. Uroczyste przekazanie siedziby połączono z otwarciem wystawy i odbyło się 3 maja 1990 roku. W 1993 roku zmieniono nazwę na Państwową Galerię Sztuki Współczesnej, natomiast w 1996 roku galeria stała się gminną instytucją kultury i nazwa została zmieniona na Galerię Sztuki Współczesnej. W 1999 roku część przestrzeni magazynowej udało się zaadaptować na cele wystawiennicze, powstał w niej „Salon Młodych” dziś jest to „Mały Salon” - sala ekspozycyjna o powierzchni 50 mkw.

## Wystawy
Galeria każdego roku organizuje ok. 20 indywidualnych wystaw znanych i wybitnych twórców, które prezentują różne postawy i formy artystyczne obecne w sztuce współczesnej. Swoją twórczość w Galerii prezentowało wielu polskich artystów, m.in.: Zdzisław Beksiński, Bronisław Chromy, Marian Czapla, Jerzy Duda-Gracz, Edward Hartwig, Władysław Hasior, Stanisław Kulon, Franciszek Maśluszczak, Jerzy Nowosielski, Stanisław Rodziński, Jan Sawka, Andrzej Strumiłło, Józef Wilkoń, Zdzisław Witwicki, Barbara Zbrożyna, Gustaw Zemła. Instytucja realizuje również wiele zdarzeń o charakterze artystycznym i edukacyjnym.
We współpracy z Urzędem Miasta Włocławek realizuje Dni Włocławka, Bulwar Sztuki oraz plastyczne warsztaty profilaktyczno-twórcze: „Sztuka zamiast …”.
Od 1994 r. w Galerii Sztuki Współczesnej odbywa się:
- Triennale Plastyki Włocławskiej - konkurs artystycznej twórczości, wystawa prezentująca najnowsze prace lokalnych artystów m.in. rzeźby, obrazy, grafiki, tkaniny, rysunki[4], której celem jest aktywizacja i inspiracja plastyków włocławskich[5].

W sali wystawienniczej w ramach warsztatów muzycznych odbywają się koncerty muzyki poważnej z cyklu „Muzyka w galerii”.

## Galeria

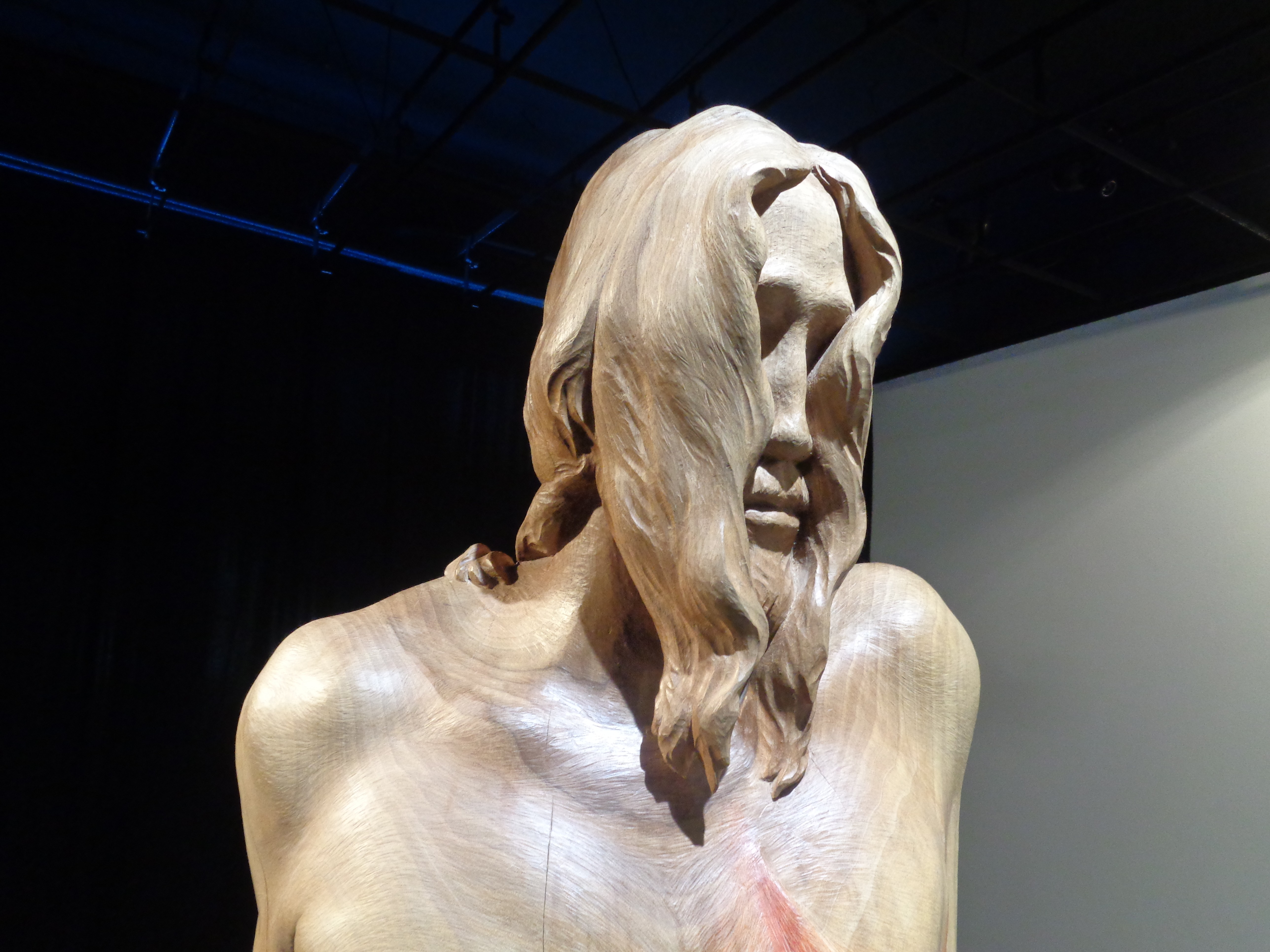
Rzeźba Jerzego Fobera na wystawie "...poprzez ciszę"
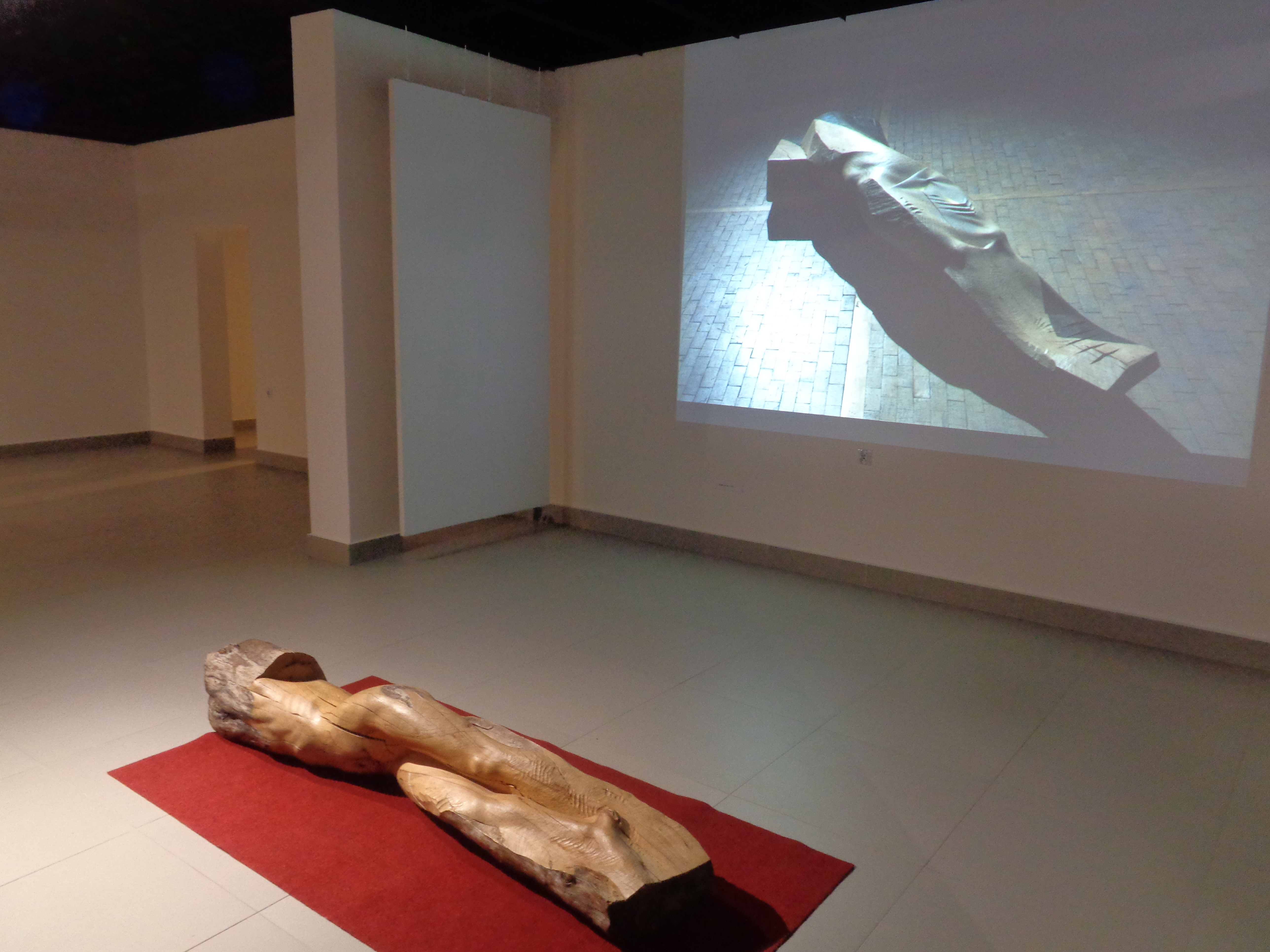
Prezentacja multimedialna w Galerii Sztuki Współczesnej
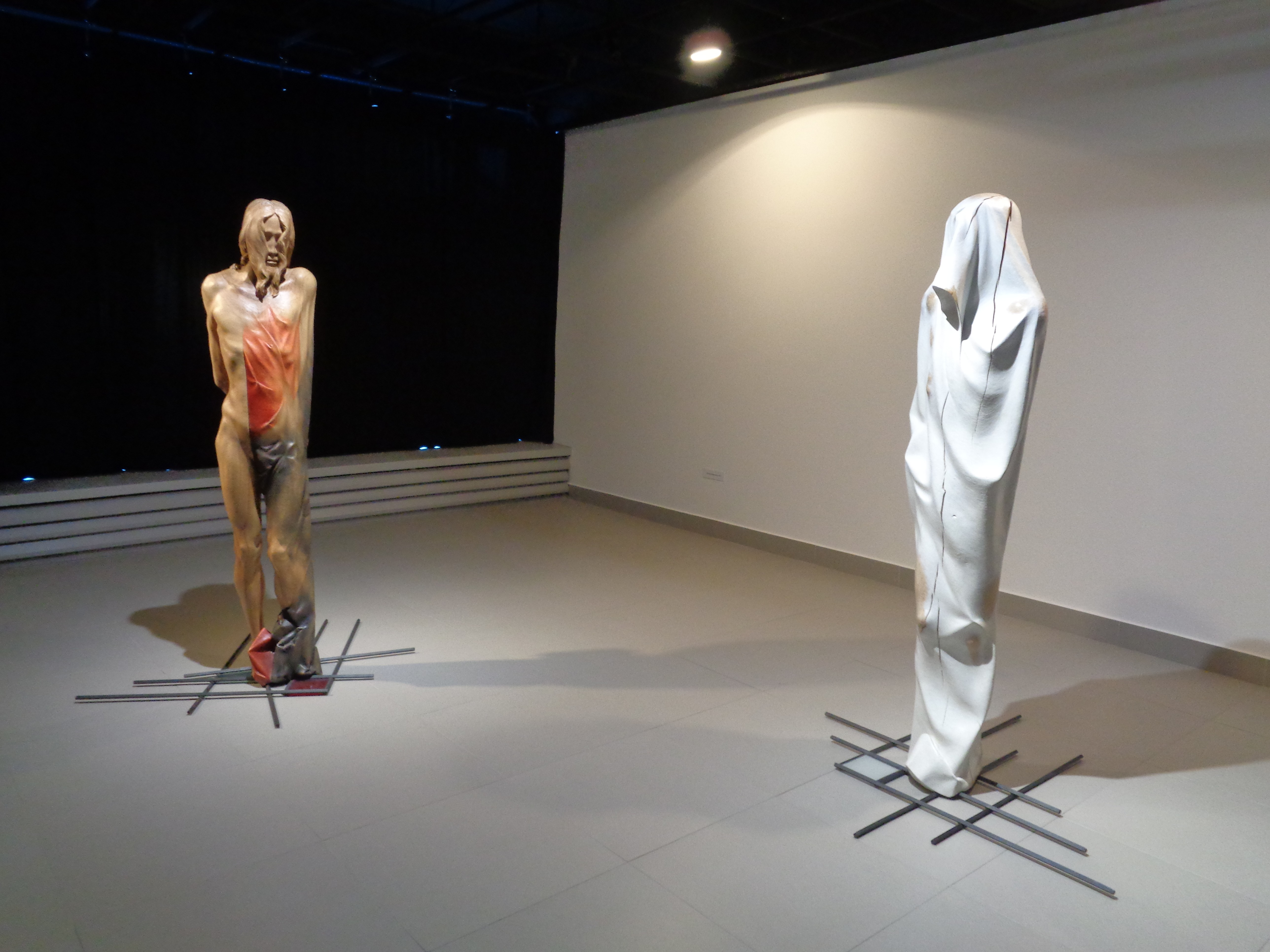
Multimedialny pokaz dorobku Jerzego Fobera
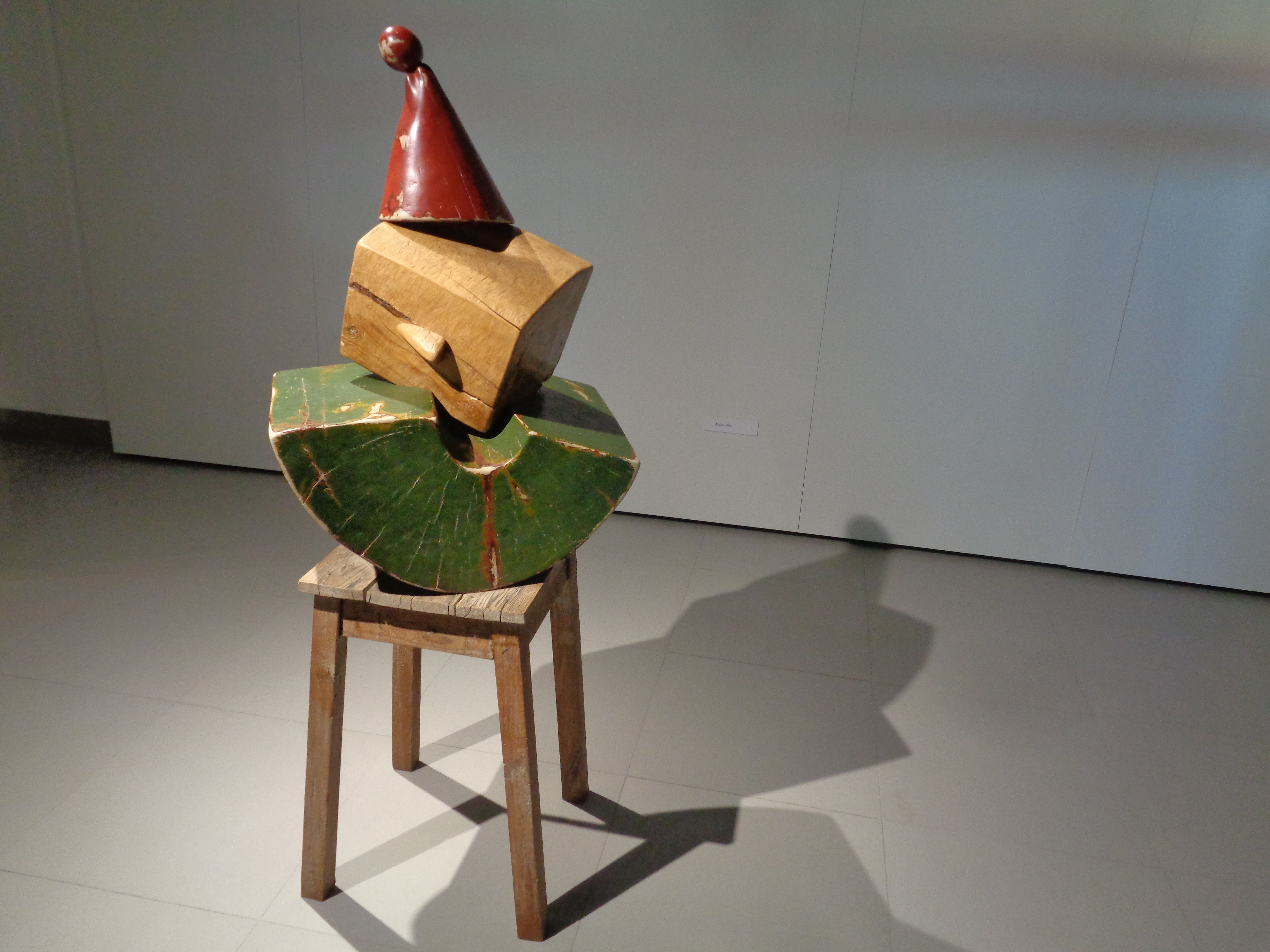
Drewniana rzeźba współczesna, Jerzy Fober
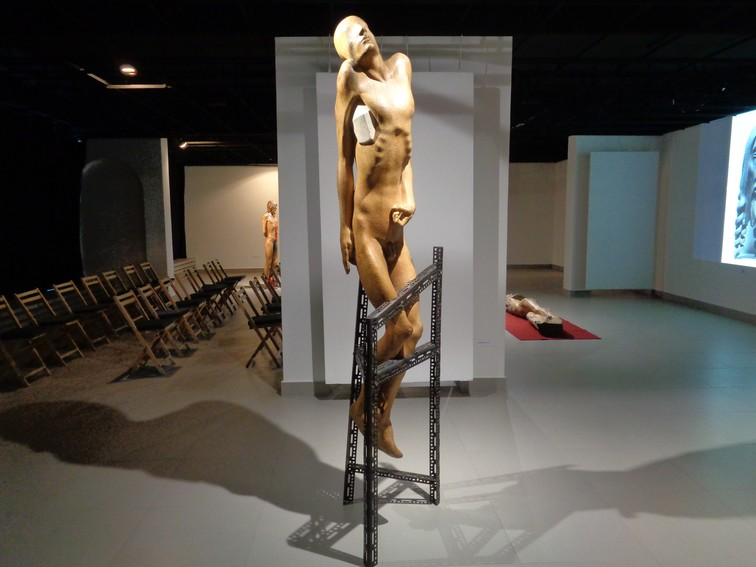
Wystawa drewnianych rzeźb J.Fobera w Galerii
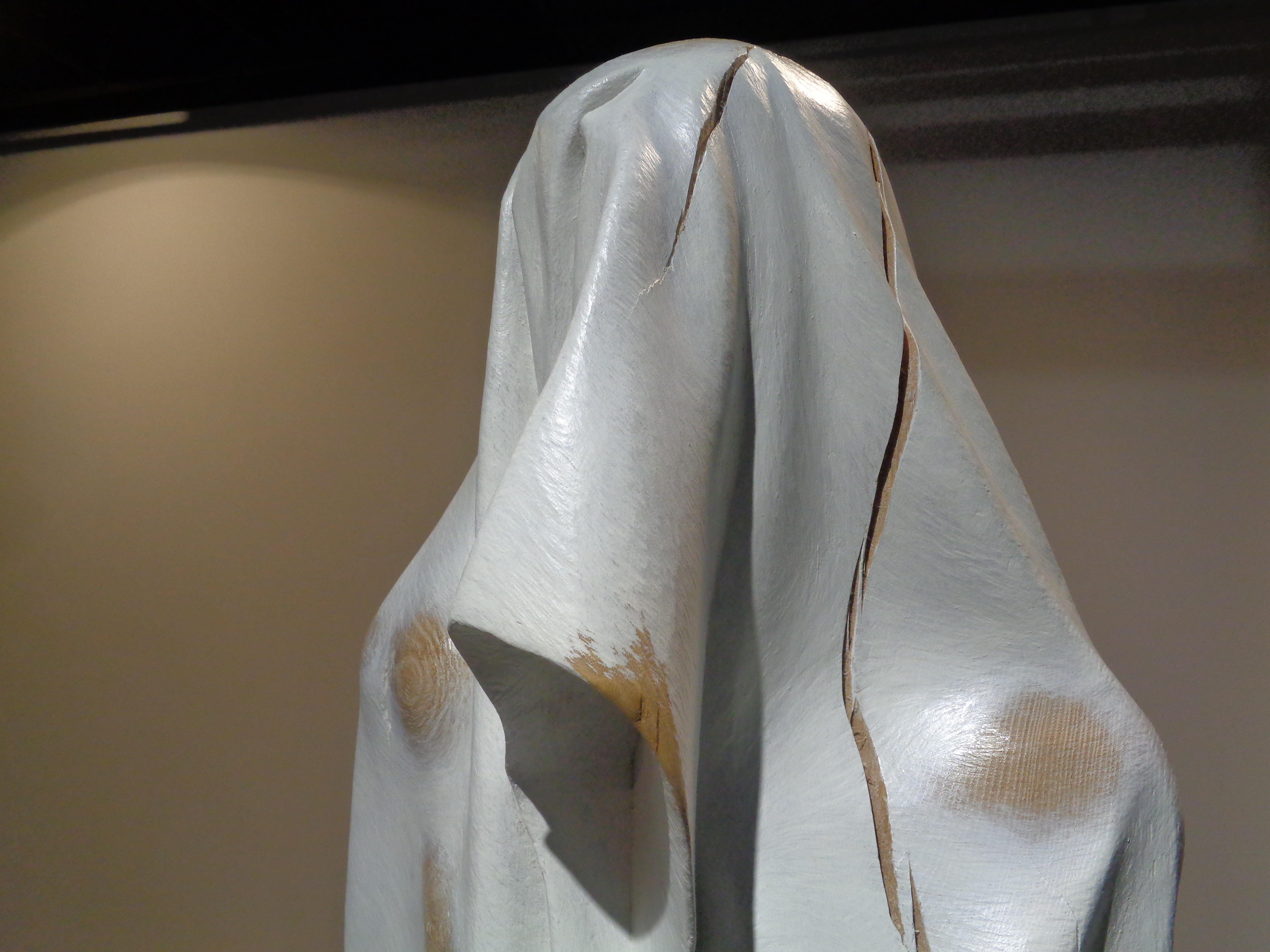
Wyłaniające się z drewnianych pni postacie autorstwa J. Fobera
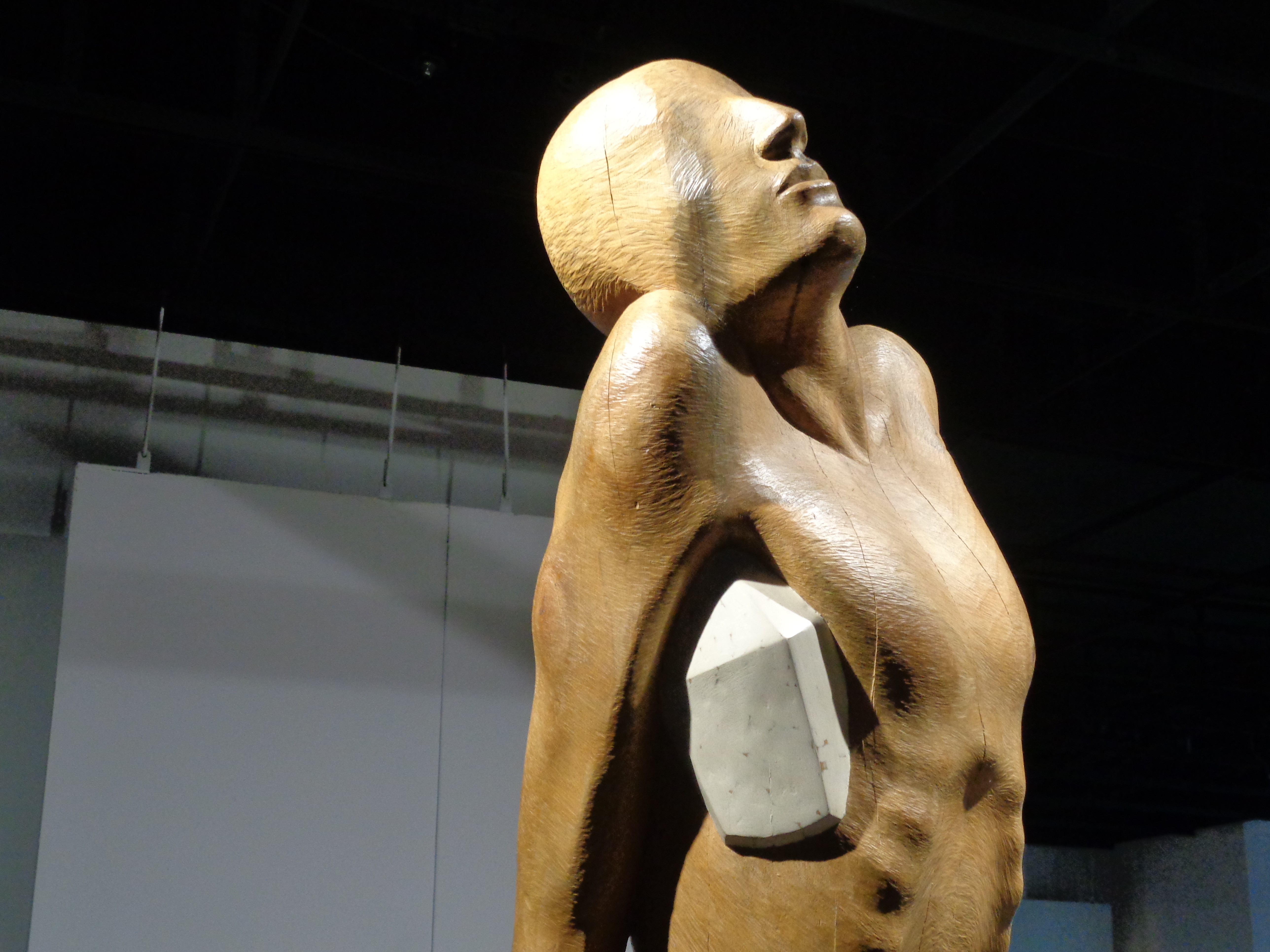
Naturalnej wielkości rzeźby na wernisażu J.Fobera